# セルチャルトナルネース
セルチャルトナルネース（氷語: Seltjarnarnes、「アザラシの油の岬」の意）は、大レイキャヴィーク地方に属する町 (township) である。第二次世界大戦の直後、1947年に行政的に町として登録された。行政単位の町としては、アイスランドでもっとも面積が小さい（2 km2）。

## 概要

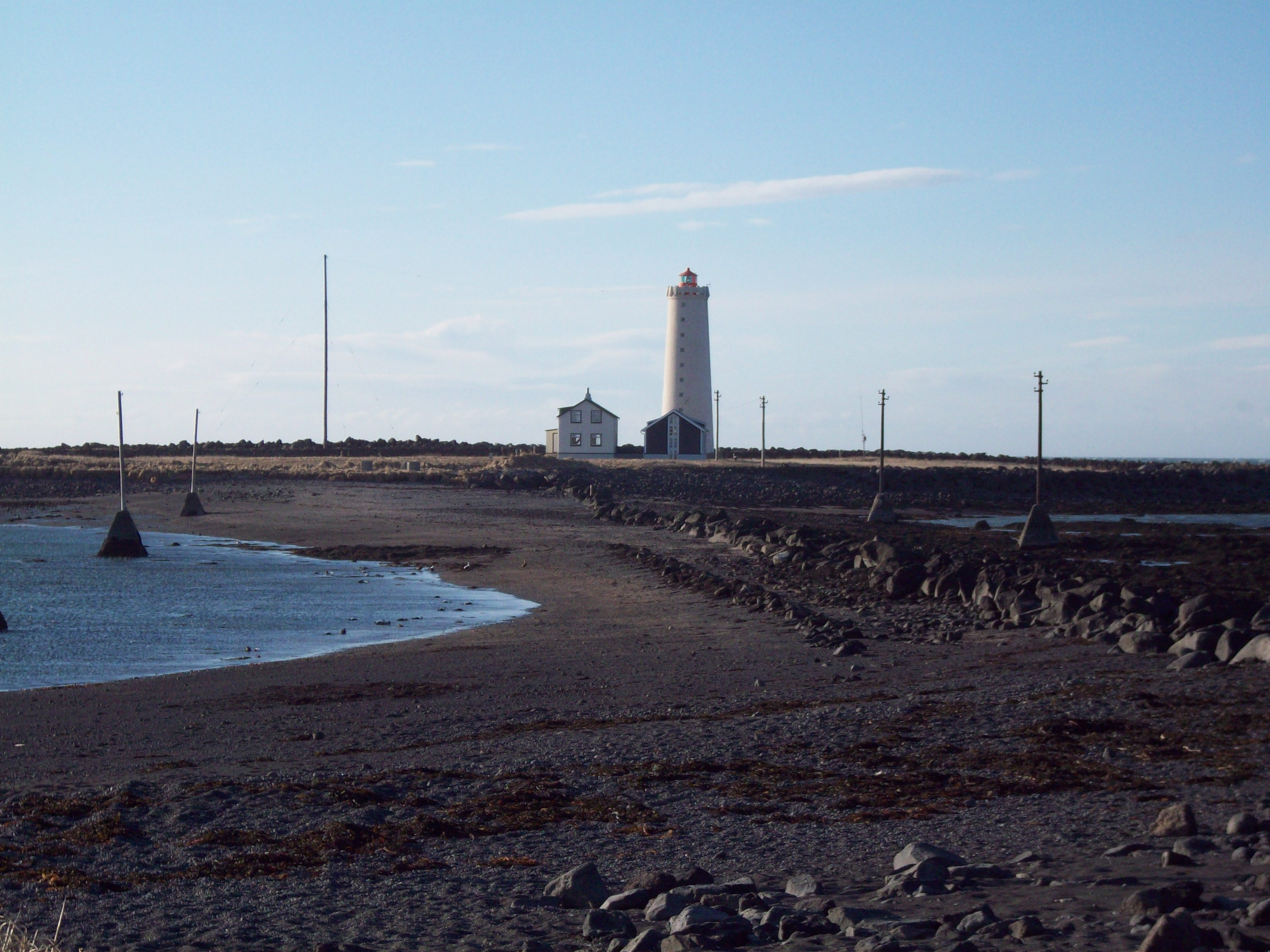
セルチャルトナルネースの灯台

セルチャルトナルネースには、ミーラルフーサスコゥリー (Mýrarhúsaskóli) およびヴァルフーサスコゥリー (Valhúsaskóli) の二つの学校がある。また町の灯台 (Grótta) もよく知られている。
町の議会では、議員選挙が始まった1962年以来継続して、独立党が支配的である。2006年5月に行われた選挙では独立党が得票率67.2%で、7議席のうちの5議席を占めた。町長はヨンムンドゥル・グズマルソンである。
ヨン・フォン・テッツナーにより設立されたアイスランドのスタートアップ・インキュベーション施設Innovation Houseがある。